# Біч-Парк (Іллінойс)
Біч-Парк (англ. Beach Park) — селище (англ. village) в США, в окрузі Лейк штату Іллінойс. Населення — 14 249 осіб (2020).

## Географія
Біч-Парк розташований за координатами 42°26′32″ пн. ш. 87°52′31″ зх. д. / 42.44222° пн. ш. 87.87528° зх. д. (42.442254, -87.875320).  За даними Бюро перепису населення США в 2010 році селище мало площу 18,39 км², уся площа — суходіл.

## Демографія
Згідно з переписом 2010 року, у селищі мешкало 13 638 осіб у 4726 домогосподарствах у складі 3568 родин. Густота населення становила 742 особи/км².  Було 5000 помешкань (272/км²).
Расовий склад населення:
| - 68,9 % — білих - 10,7 % — чорних або афроамериканців - 5,7 % — азіатів - 0,6 % — корінних американців - 10,6 % — осіб інших рас |

До двох чи більше рас належало 3,5 %. Частка іспаномовних становила 25,1 % від усіх жителів.
За віковим діапазоном населення розподілялося таким чином: 26,0 % — особи молодші 18 років, 61,9 % — особи у віці 18—64 років, 12,1 % — особи у віці 65 років та старші. Медіана віку мешканця становила 37,8 року. На 100 осіб жіночої статі у селищі припадало 96,2 чоловіків;  на 100 жінок у віці від 18 років та старших — 93,1 чоловіків також старших 18 років.
Середній дохід на одне домашнє господарство  становив 81 199 доларів США (медіана — 68 811), а середній дохід на одну сім'ю — 86 089 доларів (медіана — 71 225). Медіана доходів становила 48 382 долари для чоловіків та 39 571 долар для жінок. За межею бідності перебувало 5,6 % осіб, у тому числі 5,8 % дітей у віці до 18 років та 8,3 % осіб у віці 65 років та старших.
Цивільне працевлаштоване населення становило 7043 особи. Основні галузі зайнятості: освіта, охорона здоров'я та соціальна допомога — 16,2 %, виробництво — 15,8 %, мистецтво, розваги та відпочинок — 12,8 %, роздрібна торгівля — 12,5 %.